# Berit Berglund
Berit Kristina Berglund, flicknamn Carlsson, född 31 december 1951 är en tidigare landslagsspelare i handboll och tredubbel svensk mästare för Borlänge HK.

## Klubbkarriär
Berit Berglund spelade handboll för Borlänge HK åren 1964–1983. Hennes första titel var guld i junior-SM. Hon vann sedan tre SM-guld med Borlänge HK 1970, 1973 och 1978. Hon gjorde några speluppehåll under åren. Hon studerade i Örebro och var mammaledig när två barn föddes.
Berit Berglund var Borlänge HK:s främsta spelare och skyttedrottning. Hon hade bra spelsinne, snabbhet och styrka. Hon spelade som elegant mittnia och var spelfördelare med luriga passningar. Hon lockade hemmapubliken, och läktarna i hemmaarenan Maserhallen var ofta fyllda med upp till 1000 personer.

## Landslagskarriär
Berit Berglunds landslagskarriär började i ungdomslandslaget. Hon spelade 12 landskamper för U21- och U22-landslaget 1968–1973 i de nordiska mästerskapen för ungdom mot Danmark, Norge och Island. Hon spelade sedan åren 1969 till 1977 48 landskamper i A-landslaget. Gammal och ny statistik överensstämmer så även handbollsboken uppger 48 matcher. Sverige var inte så bra vid denna tid så Berit Berglund har inga internationella meriter. Hon var en god skytt och stod för 117 landslagsmål.

## Privatliv
Berit Berglunds mor hade spelat handboll, pappan dömde handboll på elitnivå och deras barn Eva-Britt Carlsson, Berit Carlsson och Carina Carlsson spelade alla tre för Borlänge HK.